# Guaduella densiflora
Guaduella densiflora, trajnica iz porodice trava, smještena u tribus Guaduelleae, potporodica Puelioideae. Hemikriptofit. Raste po zapadnoj tropskoj Africi, u zemljama uz Gvinejski zaljev, od Republike Kongo na jugu do Nigerije na sjeveru.

## Mlađi sinonimi
- Guaduella foliosa Pilg., 1910.
- Guaduella ledermannii Pilg., 1909.